# Liste des membres du parti des Bourguignons
Membres qui adhérèrent au parti des Bourguignons lors de la guerre de Cent Ans :
- Jean sans Peur, Duc de Bourgogne.
- Philippe III de Bourgogne, duc de Bourgogne.
- Jean II de Luxembourg-Ligny.
- Pierre Cauchon.
- Enguerrand de Monstrelet.
- Enguerrand de Bournonville.
- Aleaume de Bournonville.
- Antoine de Bournonville.
- Lyonnel de Bournonville.
- Jean de Nesle.
- Nicolas Rolin
- Jean de Villiers de L'Isle-Adam
- Claude de Beauvoir
- Jean Petit
- Simon Caboche
- Charles de Savoisy
- Henri de Savoisy
- Charles de Poitiers
- Louis de Luxembourg
- Martin Poré
- Jean II de Parthenay-l'Archevêque
- Jean, bâtard de Thiant, Capitaine bourguignon